# .cc

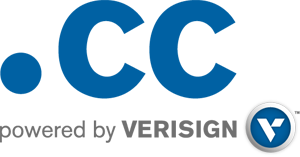

.cc는 오스트레일리아 영토인 코코스 제도의 인터넷 국가 코드 최상위 도메인이다. "제2의 .com"으로서의 국제 등록을 장려하는 eNic사를 통해 VeriSign에 의해 관리된다.
등록은 2차 도메인에서 직접 이루어진다.
.co.cc는 공식 2차 도메인 이름이 아니며, 무료 URL 리다이렉션(포워딩) 서비스를 위해 사용된다.

## 같이 보기
- .au